# 利索瓦波利亞納 (巴拉尼夫卡區)
50°20′5″N 28°2′17″E / 50.33472°N 28.03806°E
利索瓦波利亞納（烏克蘭語：Лісова Поляна），是烏克蘭北部的村莊，隸屬日托米爾州的茲維亞赫爾區。該村始建於1925年，面積3.7平方公里，海拔高度234米，2001年人口41，人口密度每平方公里11.08人。